# Haiya
Haiya è un villaggio nello wilayat o stato, sudanese del 
Mar Rosso. Il villaggio è fatto di abitazioni fatte con il fango essiccato.
Haiya si trova nel punto da dove, sia le due linee ferroviarie che le due strade, che provengono da Cassala 
e Atbara, si uniscono e poi proseguono verso Suakin e Porto Sudan. 